# Яйю (приток Шомвуквы)
Яйю (Айю) — река в России, течёт по территории Княжпогостского района Республики Коми. Устье реки находится в 43 км по левому берегу реки Шомвуквы на высоте 130 м над уровнем моря. Длина реки — 26 км.

## Данные водного реестра
По данным государственного водного реестра России относится к Двинско-Печорскому бассейновому округу, водохозяйственный участок реки — Вычегда от города Сыктывкар и до устья, речной подбассейн реки — Вычегда. Речной бассейн реки — Северная Двина.
Код объекта в государственном водном реестре — 03020200212103000021142.